# Parmularia radians
Parmularia radians är en lavart som först beskrevs av Johannes Müller Argoviensis, och fick sitt nu gällande namn av Inácio & P.F. Cannon 2008. Parmularia radians ingår i släktet Parmularia och familjen Parmulariaceae.   Inga underarter finns listade i Catalogue of Life.